# Pensiri Laosirikul
Pensiri Laosirikul (taj. เพ็ญศิริ เหล่าศิริกุล; ur. 17 stycznia 1984 w Nakhon Si Thammarat) – tajska sztangistka, brązowa medalistka igrzysk olimpijskich i mistrzostw świata.

## Kariera
Swój pierwszy medal na arenie międzynarodowej wywalczyła podczas igrzysk azjatyckich w Dosze, wówczas została srebrną medalistką, cztery lata później na igrzyskach w Kantonie powtórzyła ten wynik. W 2007 roku na mistrzostwach świata w Chiang Mai zajęła trzecie miejsce w wadze muszej. Wynik ten powtórzyła na rozgrywanych rok później igrzyskach olimpijskich w Pekinie. W zawodach tych wyprzedziły ją jedynie Chen Wei-ling z Tajwanu i Im Jyoung-hwa z Korei Południowej. Pierwotnie Laosirikul zajęła piąte miejsce, jednak w 2016 roku za doping zdyskwalifikowane zostały Chinka Chen Xiexia (1. miejsce) oraz Turczynka Sibel Özkan (2. miejsce), a brązowy medal przyznano Koreance. Był to jej jedyny start olimpijski.